# Lilla Järasjön
Lilla Järasjön är en sjö i Svenljunga kommun i Västergötland och ingår i Ätrans huvudavrinningsområde.